# Cornelio Saavedra Rodríguez
Cornelio Saavedra Rodríguez (Santiago, 1821-Santiago de Chile, 7 de abril de 1891) fue un militar y político chileno del siglo XIX. 

## Reseña biográfica
Sus padres fueron Manuel Saavedra y Saavedra — hijo de Cornelio Saavedra, presidente de la Primera Junta de Gobierno de Buenos Aires en 1810, y Francisca Saavedra y Cabrera— y Josefina Rodríguez Salcedo. Contrajo matrimonio con Dorotea Rivera Serrano, hija del general chileno Juan de Dios Rivera y Freire de Andrade y de María del Rosario Serrano Galeazo de Alfaro. Fue miembro, con participación en el accionariado, de la Compañía de Salitres y Ferrocarril de Antofagasta. Fue además durante la Guerra del Pacífico Inspector general del Ejército de Chile entre 1881 y 1884.
Durante su vida pública como militante del Partido Nacional ejerció variados cargos políticos como diputado, intendente, senador y ministro de Estado de la República.

### Carrera militar
A la edad de 15 años se enroló en la Academia Militar del Ejército, donde fue cadete en 1836, egresando con el grado de subteniente de infantería al año siguiente. En 1837 fue destinado al batallón Chillán, donde ascendió a teniente a la edad de 17 años. En 1847 fue ascendido al grado de sargento mayor, retirándose del servicio activo por razones de salud en 1849. Sin embargo, dos años más tarde fue llamado a participar en la Revolución de 1851, para derrocar al recién elegido presidente Manuel Montt y derogar la Constitución de 1833. Por motivos de salud se retiró en 1849, pero reingresó en 1851, como comandante del batallón Guías y al frente de él, combatió en Loncomilla a las órdenes del general Cruz, que encabezaba la revolución contra el presidente Manuel Montt. Fue vencido y se separó nuevamente del ejército. En 1857 fue designado intendente y comandante de armas de Arauco, en cuyo cargo debió sofocar el levantamiento de las provincias del sur, durante la revolución de 1859. Ese año fue reincorporado al Ejército con el grado de sargento mayor. En 1859 fue intendente de Valparaíso y en 1861 volvió nombrado a la intendencia de Arauco. En 1862 fue ascendido a teniente coronel. En 1864 ascendió a coronel. Consiguió restablecer la paz en la frontera y preparó la reducción y dominio de la Araucanía. En 1867 fue nombrado comandante en jefe del ejército de operaciones en territorio araucano y encargado de la pacificación; fundó numerosos fuertes y celebró diversos parlamentos con los caciques de la frontera. En 1870 ocupó la línea del Toltén y avanzó hasta Lumaco, así incorporó dos provincias a la soberanía de Chile, Malleco y Cautín.

### Ocupación de la Araucanía

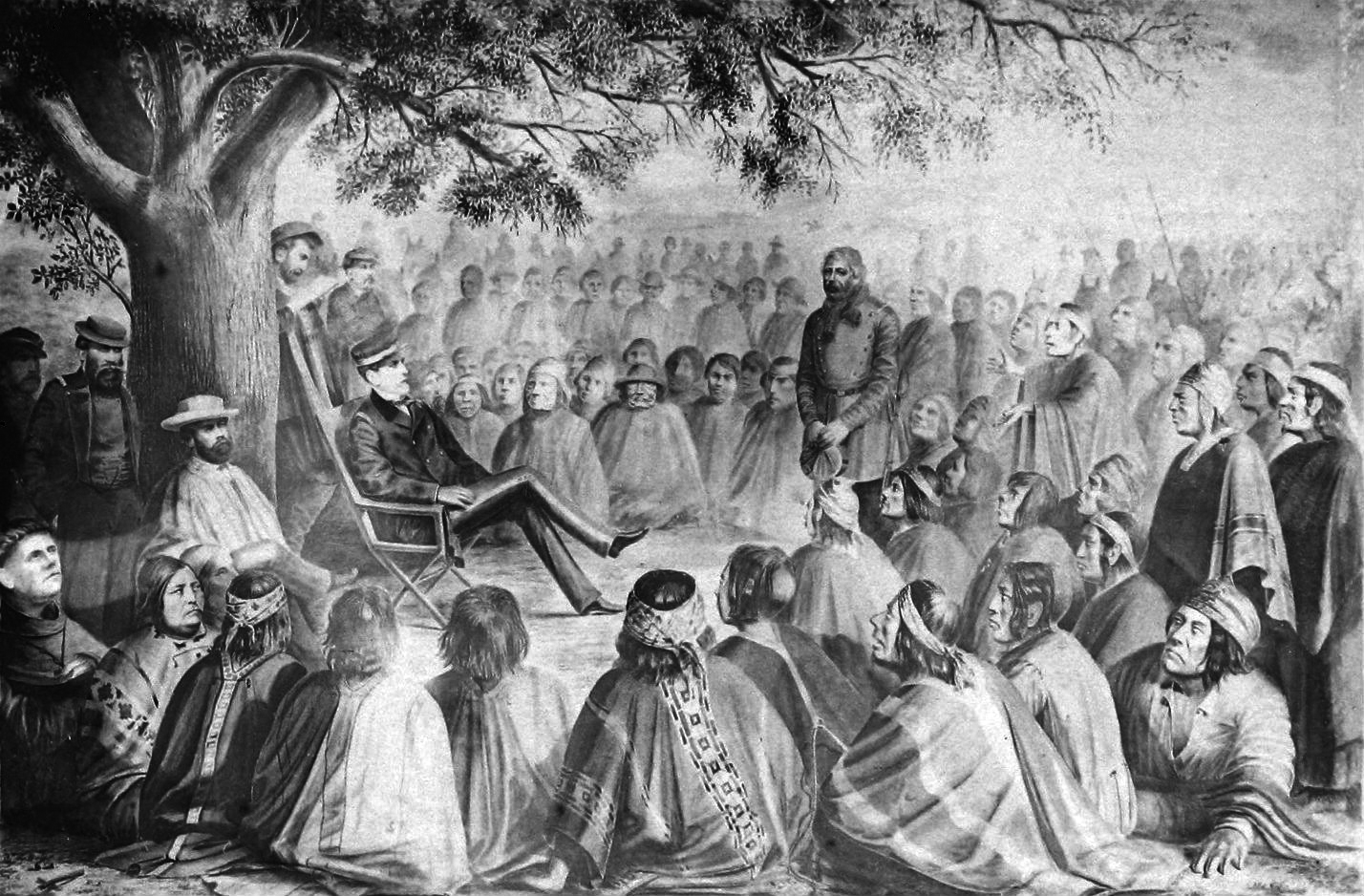
El General Cornelio Saavedra (sentado a la izquierda) negociando con lonkos y toquis mapuches durante la Ocupación de la Araucanía (1869).

El presidente Manuel Montt Torres contaba con un proyecto de pacificación para la avanzada chilena al sur de "La Frontera" —constituida en ese momento en el río Biobío—, que producto de la Revolución de 1851 fue dejado de lado. Pero tras el incidente protagonizado por el francés Orélie Antoine de Tounens, autodeclarado «rey de La Araucanía y de la Patagonia» en el que  mediante un decreto escrito por él mismo, el 17 de noviembre de 1860 proclamara el Reino de la Araucanía y estableciera los territorios de su «reino» bajo protección de Francia,el gobierno del presidente José Joaquín Pérez Mascayano, solicitó al entonces sargento mayor Cornelio Saavedra la presentación de un plan de pacificación, que finalmente fue aprobado en 1861 comenzando así la Ocupación de la Araucanía.
Condujo las campañas que culminaron con el sometimiento de los mapuche. La primera fase consistió en la construcción de fortines y pequeños poblados sobre el río Malleco, adentrándose paulatinamente en territorio mapuche —entre ellas la refundación de la ciudad de Angol en 1862—. La segunda fase (1867-1869) fue determinante en el avance, pero la tercera fase en 1870 no fue tan exitosa y obligó a profundizar las negociaciones quedando en suspenso en el periodo 1879-1881 mientras duró la Guerra del Pacífico, en ese periodo se produjeron varios alzamientos mapuches.
Su gestión junto a José Manuel Pinto en la Araucanía fue considerada brutal y excesiva ya que arrasó con la economía de los mapuches llevándoles a un estado de miseria a costa de lograr la sumisión y la paz en la región denominada La Frontera poniendo punto final a la Guerra de Arauco finalmente en 1883.

### Guerra del Pacífico y retiro
Participó también en la guerra del Pacífico en las batallas de Chorrillos y Miraflores, y posteriormente a su retiro de la vida militar fue diputado y senador de la República representando al Partido Nacional.